# حسين أباد لولي (محمد أباد كرمان)
حسین أباد لولي (بالفارسية: حسین‌آباد لولی) هي قرية تقع في إيران في Mohammadabad Rural District. يقدر عدد سكانها بـ 289 نسمة .